# Премія «Сатурн» за найкращу музику
Премія «Сатурн» за найкращу музику — категорія премії Сатурн, яку вручає Академія наукової фантастики, фентезі та фільмів жахів. Категорія заснована у 1975 році. Джон Вільямс є рекордсменом за кількістю перемог — 9, включаючи подвійну перемогу через нічию в 1977 році

## Лауреати і номінанти
• Лауреати виділені окремим кольором.

### 1975-1980
| Рік                             | Композитор                          | Фільм                               |
| ------------------------------- | ----------------------------------- | ----------------------------------- |
| 2-а (1975)                      | • Бернард Геррманн (за всю кар'єру) | • Бернард Геррманн (за всю кар'єру) |
| 3-тя (1976)                     |                                     |                                     |
| • Міклош Рожа (за всю кар'єру)  |                                     |                                     |
| 4-а (1977)                      |                                     |                                     |
| • Давид Раксін (за всю кар'єру) |                                     |                                     |
|                                 |                                     |                                     |
| 5-а (1978)                      | • Джон Вільямс                      | Зоряні війни: Нова надія            |
| 5-а (1978)                      | • Джон Вільямс                      | Близькі контакти третього ступеня   |
| 6-а (1979)                      | • Джон Вільямс                      | Супермен                            |
| 6-а (1979)                      | • Дейв Грусін                       | Небо може зачекати                  |
| 6-а (1979)                      | • Пол Джованні                      | Плетена людина                      |
| 6-а (1979)                      | • Джеррі Голдсміт                   | Хлопці з Бразилії                   |
| 6-а (1979)                      | • Джеррі Голдсміт                   | Магія                               |
| 7-а (1980)                      | • Міклош Рожа                       | Подорож у машині часу               |
| 7-а (1980)                      | • Джеррі Голдсміт                   | Зоряний шлях: Фільм                 |
| 7-а (1980)                      | • Кен Торн                          | Арабські пригоди                    |
| 7-а (1980)                      | • Джон Баррі                        | Чорна діра                          |
| 7-а (1980)                      | • Пол Вільямс                       | Фільм Маппет                        |

### 1981-1990
| Рік         | Композитор                           | Фільм                                          |
| ----------- | ------------------------------------ | ---------------------------------------------- |
| 8-а (1981)  | • Джон Баррі                         | Десь у Часі                                    |
| 8-а (1981)  | • Моріс Жарр                         | Воскресіння                                    |
| 8-а (1981)  | • Джон Вільямс                       | Зоряні війни: Імперія завдає удару у відповідь |
| 8-а (1981)  | • Бела Барток                        | Сяйво                                          |
| 8-а (1981)  | • Піно Донаджо                       | Одягнений для вбивства                         |
| 9-а (1982)  | • Джон Вільямс                       | Індіана Джонс: У пошуках втраченого ковчега    |
| 9-а (1982)  | • Кен Торн                           | Супермен 2                                     |
| 9-а (1982)  | • Джеррі Голдсміт                    | Зовнішньозем'я                                 |
| 9-а (1982)  | • Лоуренс Розенталь                  | Битва титанів                                  |
| 9-а (1982)  | • Колін Таунс                        | Повний круг                                    |
| 10-а (1983) | • Джон Вільямс                       | Іншопланетянин                                 |
| 10-а (1983) | • Кен Торн                           | Дім, де живе зло                               |
| 10-а (1983) | • Джеррі Голдсміт                    | Полтергейст                                    |
| 10-а (1983) | • Василь Поледуріс                   | Конан-варвар                                   |
| 10-а (1983) | • Девід Вітакер                      | Меч і чаклун                                   |
| 11-а (1984) | • Джеймс Горнер                      | Мозковий штурм                                 |
| 11-а (1984) | • Джон Вільямс                       | Зоряні війни: Повернення джедая                |
| 11-а (1984) | • Чарльз Бернштейн                   | Істота                                         |
| 11-а (1984) | • Джеймс Горнер                      | Крулл                                          |
| 11-а (1984) | • Джеймс Горнер                      | Щось зле ось так                               |
| 12-а (1985) | • Джеррі Голдсміт                    | Гремліни                                       |
| 12-а (1985) | • Мішель Коломб'є                    | Фіолетовий дощ                                 |
| 12-а (1985) | • Джорджо Мородер та Клаус Долдінгер | Нескінченна історія                            |
| 12-а (1985) | • Бред Фідель                        | Термінатор                                     |
| 12-а (1985) | • Ральф Бернс                        | Маппети захоплюють Манхеттен                   |
| 13-а (1986) | • Брюс Бротон                        | Молодий Шерлок Холмс                           |
| 13-а (1986) | • Ендрю Пауелл                       | Леді-яструб                                    |
| 13-а (1986) | • Алан Сільвестрі                    | Назад у майбутнє                               |
| 13-а (1986) | • Моріс Жарр                         | Наречена                                       |
| 13-а (1986) | • Джеймс Горнер                      | Кокон                                          |
| 14-а (1987) | • Алан Менкен                        | Маленька крамничка жахів                       |
| 14-а (1987) | • Говард Шор                         | Муха                                           |
| 14-а (1987) | • Джон Карпентер                     | Великий переполох у малому Китаї               |
| 14-а (1987) | • Джеррі Голдсміт                    | Лінк                                           |
| 14-а (1987) | • Джеймс Горнер                      | Американський хвіст                            |
| 15-а (1988) | • Алан Сільвестрі                    | Хижак                                          |
| 15-а (1988) | • Дж. Пітер Робінсон                 | Повернення живих мерців 2                      |
| 15-а (1988) | • Крістофер Янг                      | Повсталий з пекла                              |
| 15-а (1988) | • Джон Карпентер                     | Принц темряви                                  |
| 15-а (1988) | • Брюс Бротон                        | Загін монстрів                                 |
| 15-а (1988) | • Джон Вільямс                       | Іствікські відьми                              |
| 16-а (1990) | • Крістофер Янг                      | Повсталий з пекла 2                            |
| 16-а (1990) | • Джон Карпентер та Алан Ховарт      | Вони живуть                                    |
| 16-а (1990) | • Алан Сільвестрі                    | Хто підставив кролика Роджера                  |
| 16-а (1990) | • Говард Шор                         | Зв'язані до смерті                             |
| 16-а (1990) | • Денні Ельфман                      | Бітлджус                                       |
| 16-а (1990) | • Майкл Хеніг                        | Крапля                                         |
| 16-а (1990) | • Джон Массарі                       | Клоуни-вбивці з космосу                        |

### 1991-2000
| Рік          | Композитор                                              | Фільм                                      |
| ------------ | ------------------------------------------------------- | ------------------------------------------ |
| 17-а (1991)  | • Алан Сільвестрі                                       | Назад у майбутнє 3                         |
| 17-а (1991)  | • Джеррі Голдсміт                                       | Гремліни 2                                 |
| 17-а (1991)  | • Джеррі Голдсміт                                       | Згадати все                                |
| 17-а (1991)  | • Джеймс Горнер                                         | Люба, я зменшив дітей                      |
| 17-а (1991)  | • Моріс Жарр                                            | Привид                                     |
| 17-а (1991)  | • Алан Сільвестрі                                       | Безодня                                    |
| 17-а (1991)  | • Саймон Босвелл                                        | Санта Сангре                               |
| 17-а (1991)  | • Стенлі Майерс                                         | Відьми                                     |
| 17-а (1991)  | • Крістофер Янг                                         | Муха 2                                     |
| 17-а (1991)  | • Джек Гюс                                              | Опікун                                     |
| 18-а (1992)  | • Лук Діккер                                            | Частини тіла                               |
| 18-а (1992)  | • Денні Ельфман                                         | Едвард Руки-ножиці                         |
| 18-а (1992)  | • Говард Шор                                            | Мовчання ягнят                             |
| 18-а (1992)  | • Стів Бартек                                           | Визнаний винним                            |
| 18-а (1992)  | • Джеррі Голдсміт                                       | У ліжку з ворогом                          |
| 18-а (1992)  | • Джеррі Голдсміт                                       | Чорнокнижник                               |
| 19-а (1993)  | • Анджело Бадаламенті                                   | Твін Пікс: Вогню, іди зі мною              |
| 19-а (1993)  | • Алан Менкен                                           | Красуня і чудовисько                       |
| 19-а (1993)  | • Алан Менкен                                           | Аладдін                                    |
| 19-а (1993)  | • Алан Сільвестрі                                       | Смерть їй личить                           |
| 19-а (1993)  | • Ганс Циммер та Тревор Хорн                            | Іграшки                                    |
| 19-а (1993)  | • Войцех Кіляр                                          | Дракула                                    |
| 19-а (1993)  | • Джеррі Голдсміт                                       | Основний інстинкт                          |
| 20-а (1994)  | • Денні Ельфман                                         | Жах перед Різдвом                          |
| 20-а (1994)  | • Крістофер Янг                                         | Волоцюга                                   |
| 20-а (1994)  | • Джон Вільямс                                          | Парк Юрського періоду                      |
| 20-а (1994)  | • Марк Шайман                                           | Моральні цінності сімейки Адамсів          |
| 20-а (1994)  | • Марк Шайман                                           | Серце і душі                               |
| 20-а (1994)  | • Марк Ішем                                             | Вогонь у небі                              |
| 20-а (1994)  | • Грем Ревелл                                           | Важка мішень                               |
| 21-а (1995)  | • Говард Шор                                            | Ед Вуд                                     |
| 21-а (1995)  | • Джеррі Голдсміт                                       | Тінь                                       |
| 21-а (1995)  | • Дж. Пітер Робінсон                                    | Кошмар на вулиці В'язів 7: Новий кошмар    |
| 21-а (1995)  | • Алан Сільвестрі                                       | Форрест Ґамп                               |
| 21-а (1995)  | • Патрік Дойл                                           | Франкенштейн Мері Шеллі                    |
| 21-а (1995)  | • Еліот Голденталь                                      | Інтерв'ю з вампіром: Хроніка життя вампіра |
| 22-а (1996)  | • Джон Оттман                                           | Звичайні підозрювані                       |
| 22-а (1996)  | • Говард Шор                                            | Сім                                        |
| 22-а (1996)  | • Джеймс Горнер                                         | Хоробре серце                              |
| 22-а (1996)  | • Крістофер Янг                                         | Імітатор                                   |
| 22-а (1996)  | • Ганс Циммер                                           | Багряний приплив                           |
| 22-а (1996)  | • Денні Ельфман                                         | Долорес Клейборн                           |
| 23-тя (1997) | • Денні Ельфман                                         | Марс атакує!                               |
| 23-тя (1997) | • Джеррі Голдсміт                                       | Зоряний шлях: Перший контакт               |
| 23-тя (1997) | • Ганс Циммер, Нік Гленні-Сміт та Гаррі Греґсон-Вільямс | Скеля                                      |
| 23-тя (1997) | • Девід Арнольд                                         | День незалежності                          |
| 23-тя (1997) | • Денні Ельфман                                         | Страшили                                   |
| 23-тя (1997) | • Ренді Едельман                                        | Серце дракона                              |
| 24-а (1998)  | • Денні Ельфман                                         | Люди в чорному                             |
| 24-а (1998)  | • Алан Сільвестрі                                       | Контакт                                    |
| 24-а (1998)  | • Джозеф Вітареллі                                      | Заповіді                                   |
| 24-а (1998)  | • Майкл Лоуренс Наймен                                  | Гаттака                                    |
| 24-а (1998)  | • Девід Арнольд                                         | Завтра не помре ніколи                     |
| 24-а (1998)  | • Джон Павелл                                           | Без обличчя                                |
| 25-а (1999)  | • Джон Карпентер                                        | Вампіри                                    |
| 25-а (1999)  | • Ганс Циммер                                           | Принц Єгипту                               |
| 25-а (1999)  | • Томас Ньюман                                          | Знайомтеся — Джо Блек                      |
| 25-а (1999)  | • Джордж Фентон                                         | Історія вічного кохання, або Попелюшка     |
| 25-а (1999)  | • Тревор Рабін                                          | Армагеддон                                 |
| 25-а (1999)  | • Джордж С. Клінтон                                     | Дикі штучки                                |
| 26-а (2000)  | • Денні Ельфман                                         | Сонна лощина                               |
| 26-а (2000)  | • Томас Ньюман                                          | Зелена миля                                |
| 26-а (2000)  | • Ренді Ньюман                                          | Історія іграшок 2                          |
| 26-а (2000)  | • Девід Ньюман                                          | У пошуках галактики                        |
| 26-а (2000)  | • Майкл Лоуренс Наймен та Деймон Алберн                 | Жадний                                     |
| 26-а (2000)  | • Джеррі Голдсміт                                       | Мумія                                      |

### 2001-2010
| Рік          | Композитор                                     | Фільм/анімаційний фільм                             |
| ------------ | ---------------------------------------------- | --------------------------------------------------- |
| 27-а (2001)  | • Джеймс Горнер                                | Як Ґрінч украв Різдво                               |
| 27-а (2001)  | • Ганс Циммер та Джон Павелл                   | Дорога на Ельдорадо                                 |
| 27-а (2001)  | • Ганс Циммер та Ліза Джеррард                 | Гладіатор                                           |
| 27-а (2001)  | • Тан Дун та Йо-Йо Ма                          | Тигр підкрадається, дракон ховається                |
| 27-а (2001)  | • Джеймс Ньютон Говард                         | Динозавр                                            |
| 27-а (2001)  | • Джеррі Голдсміт                              | Невидимка                                           |
| 28-а (2002)  | • Джон Вільямс                                 | Штучний розум                                       |
| 28-а (2002)  | • Говард Шор                                   | Володар перснів: Хранителі Персня                   |
| 28-а (2002)  | • Анджело Бадаламенті                          | Малголленд Драйв                                    |
| 28-а (2002)  | • Ненсі Вілсон                                 | Ванільне небо                                       |
| 28-а (2002)  | • Джозеф ЛоДука                                | Братство вовка                                      |
| 28-а (2002)  | • Джон Павелл та Гаррі Греґсон-Вільямс         | Шрек                                                |
| 29-а (2003)  | • Денні Ельфман                                | Людина-павук                                        |
| 29-а (2003)  | • Говард Шор                                   | Володар перснів: Дві вежі                           |
| 29-а (2003)  | • Джон Вільямс                                 | Особлива думка                                      |
| 29-а (2003)  | • Джон Вільямс                                 | Зоряні війни: Атака клонів                          |
| 29-а (2003)  | • Хісайсі Дзьо                                 | Віднесені привидами                                 |
| 29-а (2003)  | • Райнхольд Хайль та Джонні Клімек             | Фото за годину                                      |
| 30-а (2004)  | • Говард Шор                                   | Володар перснів: Повернення короля                  |
| 30-а (2004)  | • Джеррі Голдсміт                              | Looney Tunes: Знову в дії                           |
| 30-а (2004)  | • Томас Ньюман                                 | У пошуках Немо                                      |
| 30-а (2004)  | • Клаус Бадельт                                | Пірати Карибського моря: Прокляття «Чорної перлини» |
| 30-а (2004)  | • Джон Оттман                                  | Люди Ікс 2                                          |
| 30-а (2004)  | • Денні Ельфман                                | Халк                                                |
| 31-а (2005)  | • Алан Сільвестрі                              | Ван Хелсінг                                         |
| 31-а (2005)  | • Майкл Джаккіно                               | Суперсімейка                                        |
| 31-а (2005)  | • Джон Вільямс                                 | Гаррі Поттер і в'язень Азкабану                     |
| 31-а (2005)  | • Едвард Ширмур                                | Небесний капітан і світ майбутнього                 |
| 31-а (2005)  | • Алан Сільвестрі                              | Полярний експрес                                    |
| 31-а (2005)  | • Денні Ельфман                                | Людина-павук 2                                      |
| 32-а (2006)  | • Джон Вільямс                                 | Зоряні війни: Помста ситхів                         |
| 32-а (2006)  | • Ганс Циммер та Джеймс Ньютон Говард          | Бетмен: Початок                                     |
| 32-а (2006)  | • Джон Вільямс                                 | Війна світів                                        |
| 32-а (2006)  | • Патрік Дойл                                  | Гаррі Поттер і келих вогню                          |
| 32-а (2006)  | • Джон Оттман                                  | Поцілунок навиліт                                   |
| 32-а (2006)  | • Денні Ельфман                                | Чарлі і шоколадна фабрика                           |
| 33-тя (2007) | • Джон Оттман                                  | Повернення Супермена                                |
| 33-тя (2007) | • Джон Павелл                                  | Люди Ікс: Остання битва                             |
| 33-тя (2007) | • Тревор Рабін                                 | Ескадрилья «Лафаєт»                                 |
| 33-тя (2007) | • Том Тиквер, Райнхольд Хайль та Джонні Клімек | Парфумер: Історія одного вбивці                     |
| 33-тя (2007) | • Дуглас Пайпс                                 | Будинок-монстр                                      |
| 33-тя (2007) | • Девід Арнольд                                | Казино Рояль                                        |
| 34-а (2008)  | • Алан Менкен                                  | Зачарована                                          |
| 34-а (2008)  | • Джон Павелл                                  | Ультиматум Борна                                    |
| 34-а (2008)  | • Ніколас Гупер                                | Гаррі Поттер та Орден Фенікса                       |
| 34-а (2008)  | • Тайлер Бейтс                                 | 300 спартанців                                      |
| 34-а (2008)  | • Марк Мансіна                                 | Август Раш                                          |
| 34-а (2008)  | • Джонні Грінвуд                               | Нафта                                               |
| 35-а (2009)  | • Ганс Циммер та Джеймс Ньютон Говард          | Темний лицар                                        |
| 35-а (2009)  | • Джон Павелл                                  | Телепорт                                            |
| 35-а (2009)  | • Джон Оттман                                  | Операція «Валькірія»                                |
| 35-а (2009)  | • Александр Деспла                             | Загадкова історія Бенджаміна Баттона                |
| 35-а (2009)  | • Рамін Джаваді                                | Залізна людина                                      |
| 35-а (2009)  | • Клінт Іствуд                                 | Підміна                                             |
| 36-а (2010)  | • Джеймс Горнер                                | Аватар                                              |
| 36-а (2010)  | • Ганс Циммер                                  | Шерлок Холмс                                        |
| 36-а (2010)  | • Таро Івасіро                                 | Битва біля Червоної скелі                           |
| 36-а (2010)  | • Браян Іно                                    | Милі кості                                          |
| 36-а (2010)  | • Крістофер Янг                                | Затягни мене до пекла                               |
| 36-а (2010)  | • Майкл Джаккіно                               | Вперед і вгору                                      |

### 2011-2021
| Рік          | Композитор                       | Фільм/анімаційний фільм               |
| ------------ | -------------------------------- | ------------------------------------- |
| 37- (2011)   | • Ганс Циммер                    | Початок                               |
| 37- (2011)   | • Клінт Іствуд                   | Потойбічне                            |
| 37- (2011)   | • Майкл Джаккіно                 | Дозволь мені війти                    |
| 37- (2011)   | • Готфрід Гупперц                | Метрополіс                            |
| 37- (2011)   | • Daft Punk                      | Трон: Спадок                          |
| 37- (2011)   | • Джон Павелл                    | Як приборкати дракона                 |
| 38-а (2012)  | • Майкл Джаккіно                 | Супер 8                               |
| 38-а (2012)  | • Говард Шор                     | Хранитель часу                        |
| 38-а (2012)  | • Майкл Джаккіно                 | Місія нездійсненна: Протокол «Фантом» |
| 38-а (2012)  | • Джон Вільямс                   | Пригоди Тінтіна: Таємниця «Єдинорога» |
| 38-а (2012)  | • Джон Вільямс                   | Бойовий кінь                          |
| 38-а (2012)  | • Алан Сільвестрі                | Перший месник                         |
| 39-а (2013)  | • Денні Ельфман                  | Франкенвіні                           |
| 39-а (2013)  | • Говард Шор                     | Хоббіт: Несподівана подорож           |
| 39-а (2013)  | • Ганс Циммер                    | Темний лицар повертається             |
| 39-а (2013)  | • Даріо Маріанеллі               | Анна Кареніна                         |
| 39-а (2013)  | • Томас Ньюман                   | 007: Координати «Скайфолл»            |
| 39-а (2013)  | • Майкл Данна                    | Життя Пі                              |
| 40-а (2014)  | • Френк Ільфман                  | Великі погані вовки                   |
| 40-а (2014)  | • Говард Шор                     | Хоббіт: Пустка Смога                  |
| 40-а (2014)  | • Денні Ельфман                  | Оз: Великий та Могутній               |
| 40-а (2014)  | • Джон Вільямс                   | Книжкова злодійка                     |
| 40-а (2014)  | • Браян Тайлер                   | Залізна людина 3                      |
| 40-а (2014)  | • Браян Тайлер                   | Ілюзія обману                         |
| 41-а (2015)  | • Ганс Циммер                    | Інтерстеллар                          |
| 41-а (2015)  | • Говард Шор                     | Хоббіт: Битва п'яти воїнств           |
| 41-а (2015)  | • Александр Деспла               | Ґодзілла                              |
| 41-а (2015)  | • Майкл Джаккіно                 | Світанок планети мавп                 |
| 41-а (2015)  | • Генрі Джекмен                  | Перший месник: Друга війна            |
| 41-а (2015)  | • Джон Павелл                    | Як приборкати дракона 2               |
| 42-а (2016)  | • Джон Вільямс                   | Зоряні війни: Пробудження Сили        |
| 42-а (2016)  | • Junkie XL                      | Шалений Макс: Дорога гніву            |
| 42-а (2016)  | • М. М. Керавані                 | Багубалі: Початок                     |
| 42-а (2016)  | • Фернандо Веласкес              | Багряний пік                          |
| 42-а (2016)  | • Енніо Морріконе                | Мерзенна вісімка                      |
| 42-а (2016)  | • Йоганн Йоганнссон              | Сікаріо                               |
| 43-тя (2017) | • Джастін Гурвіц                 | Ла-Ла Ленд                            |
| 43-тя (2017) | • Джон Вільямс                   | Великий дружній велетень              |
| 43-тя (2017) | • Джеймс Ньютон Говард           | Фантастичні звірі і де їх шукати      |
| 43-тя (2017) | • Томас Ньюман                   | Пробудження                           |
| 43-тя (2017) | • Майкл Джаккіно                 | Доктор Стрендж                        |
| 43-тя (2017) | • Майкл Джаккіно                 | Бунтар Один. Зоряні Війни. Історія    |
| 44-а (2018)  | • Майкл Джаккіно                 | Коко                                  |
| 44-а (2018)  | • Джон Вільямс                   | Зоряні війни: Останні джедаї          |
| 44-а (2018)  | • Джозеф Трапанезе та Джон Дебні | Найвеличніший шоумен                  |
| 44-а (2018)  | • Александр Деспла               | Форма води                            |
| 44-а (2018)  | • Картер Бервелл                 | Світ, повний чудес                    |
| 44-а (2018)  | • Людвіг Йоранссон               | Чорна Пантера                         |
| 45-а (2019)  | • Марк Шайман                    | Мері Поппінс повертається             |
| 45-а (2019)  | • Беар МакКрірі                  | Ґодзілла ІІ: Король монстрів          |
| 45-а (2019)  | • Денні Ельфман                  | Дамбо                                 |
| 45-а (2019)  | • Алан Сільвестрі                | Першому гравцю приготуватися          |
| 45-а (2019)  | • Алан Сільвестрі                | Месники: Завершення                   |
| 45-а (2019)  | • Алан Менкен                    | Аладдін                               |
| 46-а (2021)  | • Джон Вільямс                   | Зоряні війни: Скайвокер. Сходження    |
| 46-а (2021)  | • Томас Ньюман                   | 1917                                  |
| 46-а (2021)  | • Аттікус Росс та Трент Резнор   | Манк                                  |
| 46-а (2021)  | • Чон Чже Іл                     | Паразити                              |
| 46-а (2021)  | • Нейтан Джонсон                 | Ножі наголо                           |
| 46-а (2021)  | • Людвіг Йоранссон               | Тенет                                 |